# Kokoro Kageura
Kokoro Kageura –en japonés, 影浦 心, Kageura Kokoro– (6 de diciembre de 1995) es un deportista japonés que compite en judo.
Ganó una medalla de oro en el Campeonato Mundial de Judo de 2021 y dos medallas de oro en el Campeonato Asiático de Judo, en los años 2016 y 2022.

## Palmarés internacional
| Campeonato Mundial  | Campeonato Mundial     | Campeonato Mundial | Campeonato Mundial |
| Año                 | Lugar                  | Medalla            | Categoría          |
| ------------------- | ---------------------- | ------------------ | ------------------ |
| 2021                | Budapest (Hungría)     | Medalla de oro     | +100 kg            |
| Campeonato Asiático |                        |                    |                    |
| Año                 | Lugar                  | Medalla            | Categoría          |
| 2016                | Taskent (Uzbekistán)   | Medalla de oro     | +100 kg            |
| 2022                | Nursultán (Kazajistán) | Medalla de oro     | +100 kg            |